# یواس‌اس اپینگ فورست (ال‌اس‌دی-۴)
یواس‌اس اپینگ فورست (ال‌اس‌دی-۴) (به انگلیسی: USS Epping Forest (LSD-4)) یک کشتی بود که طول آن ۴۵۷ فوت ۹ اینچ (۱۳۹٫۵۲ متر) بود. این کشتی در سال ۱۹۴۳ ساخته شد.